# Next-Generation Bomber
Next-Generation Bomber (NGB; tên gọi không chính thức là 2018 Bomber) là một chương trình phát triển máy bay ném bom hạng trung mới cho Không quân Hoa Kỳ. NGB ban đầu được dự kiến đi vào hoạt động vào khoảng năm 2018 với tư cách là một máy bay ném bom tàng hình cận âm, tầm trung, tải trọng trung bình nhằm bổ sung, thậm chí ở một mức độ hạn chế sẽ thay thế cho phi đội máy bay ném bom già cỗi của Không quân Hoa Kỳ (B-52 Stratofortress và B-1 Lancer). Về sau chương trình NGB được thay thế bằng chương trình phát triển máy bay ném bom hạng nặng Long Range Strike Bomber (LRS-B).

## Thiết kế
Các mục tiêu thiết kế được đề ra từ tháng 1 năm 2011 gồm:
- Chi phí tổng của chương trình khoảng 40 tới 50 tỉ USD.[1]
- Chế tạo 175 chiếc, trong đó 120 chiếc biên chế cho 10 phi đoàn chiến đấu cộng thêm 55 chiếc huấn luyện và dự trữ.[1]
- Tốc độ tối đa cận âm.
- Tầm bay: 5.000+ hải lý (9.260+ km).[1]
- "Tùy chọn có người điều khiển" (đối với các nhiệm vụ phi hạt nhân).[1]
- Thời gian bay thực hiện nhiệm vụ từ 50 tới 100 giờ (khi không người lái).[1]
- Tải trọng vũ khí 14.000–28.000 lb (6.350–12.700 kg).[1]
- Có khả năng "sống sót trong các cuộc tấn công ban ngày tại lãnh thổ đối phương được phòng thủ nghiêm mật".[2]
- Có khả năng mang vũ khí hạt nhân.[1]
- Được thiết kế sử dụng các công nghệ tiên tiết nhất.[3]